# Incendio del Teatro Iroquois
El incendio del Iroquois Theatre fue un incendio que ocurrió en un teatro con el mismo nombre en Chicago, Illinois, que estalló el 30 de diciembre de 1903 durante una actuación a la que asistieron 1.700 personas. El incendio provocó 602 muertos y 250 heridos no mortales.  Se considera el peor incendio de un teatro en los Estados Unidos, superando la matanza del incendio del Teatro de Brooklyn de 1876, que se cobró al menos 278 vidas y el peor desastre de un solo edificio antes del 11-S de 2001. 
El 23 de noviembre fue inaugurado como “absolutamente a prueba de fuego” en el Loop de Chicago para atraer a los miles de familias que irían de compras esa Navidad, pues el teatro se encontraba cerca de las tiendas de ropa y comercios más famosos de la ciudad.
El teatro carecía de algunas de las medidas de seguridad básicas y el incendio provocó cambios en la legislación de  prevención de incendios y seguridad de edificios en EEUU
Teatro
El teatro tenía capacidad para 1200 personas  con tres niveles de audiencia y ese día casi duplica el aforo, por lo que había muchas personas que estaban sentadas en las escaleras obstaculizando el paso o de pie. Se encontraba en 26 West Randolph Street, entre State Street y Dearborn Stree.
Sólo tenía una entrada y las salidas no estaban bien delimitadas, además de que las luces se había apagado durante la función y las luces de emergencia no se encendieron durante el incendio. 
Se dieron casos de muchas muertes de gente intentando escapar por ventanas decorativas que parecían puertas haciendo que la gente se quedara atrapada en una especie de callejón sin salida, ya que quedaban atrapadas entre esas falsas puertas pintadas y la masa de gente que acudía en estampida
Después del incendio, el Teatro Iroquois pasó a llamarse y reabrió sus puertas como Hyde & Behman's Music Hall en septiembre de 1904. En octubre de 1905 fue rebautizado como Teatro Colonial. Permaneció activo hasta que el edificio fue demolido en 1925.  En 1926 se construyó en el lugar el Teatro Oriental. En 2019, el Teatro Oriental pasó a llamarse Teatro Nederlander .

### Deficiencias de preparación contra incendios observadas antes del incendio
Antes de su inauguración el teatro había sufrido hasta cinco conatos de incendio que afortunadamente fueron sofocados a tiempo. El teatro solo contaba con un bote de Kylfire que no funcionó, además de que el telón estaba construido con muselina, un material altamente inflamable. 
El edificio a nivel exterior era a prueba de incnedios, pero no así el material del interior donde se desarrollaba el evento

## Fuego

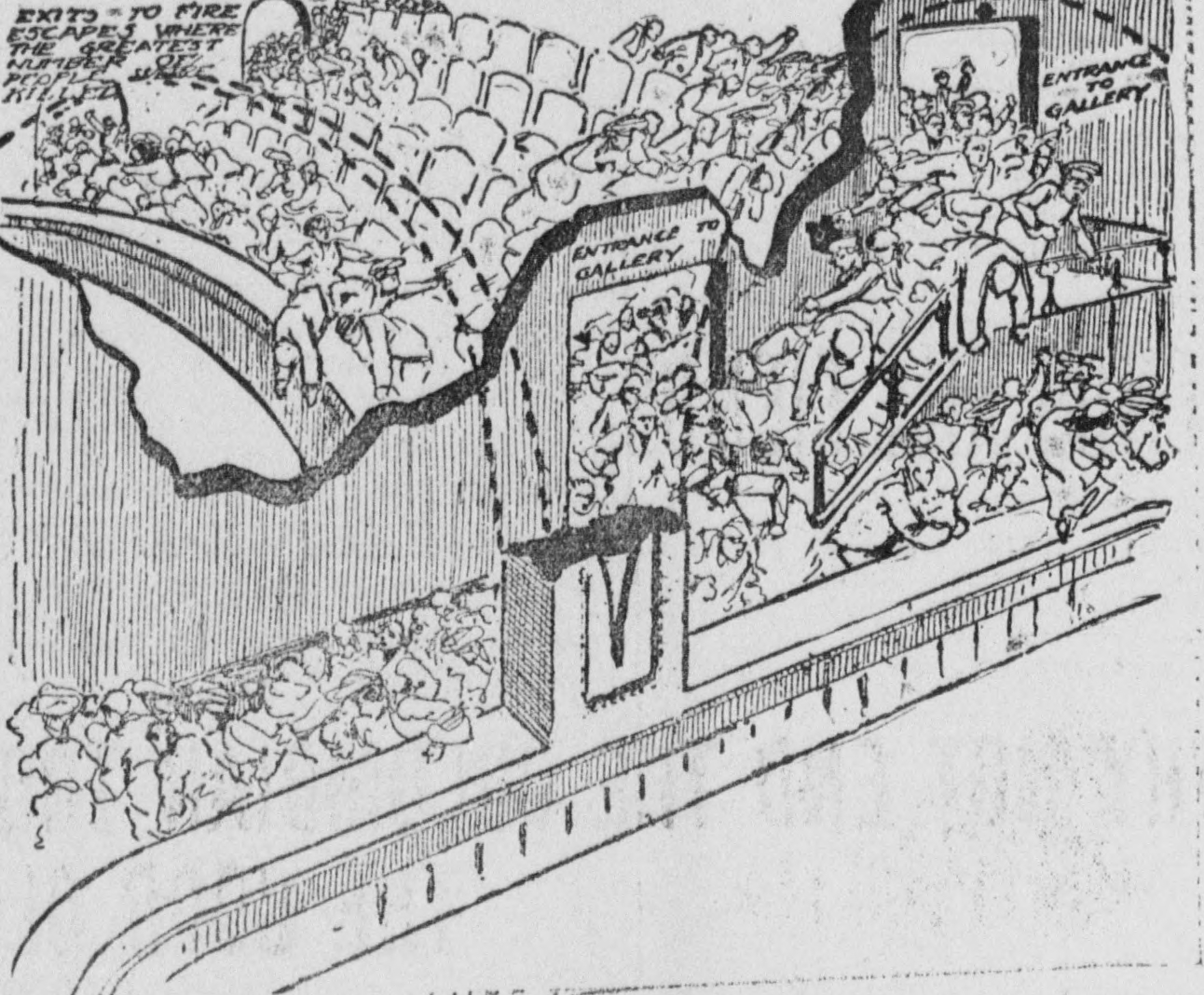
Espectadores aterrorizados que intentan huir (concepción del artista)

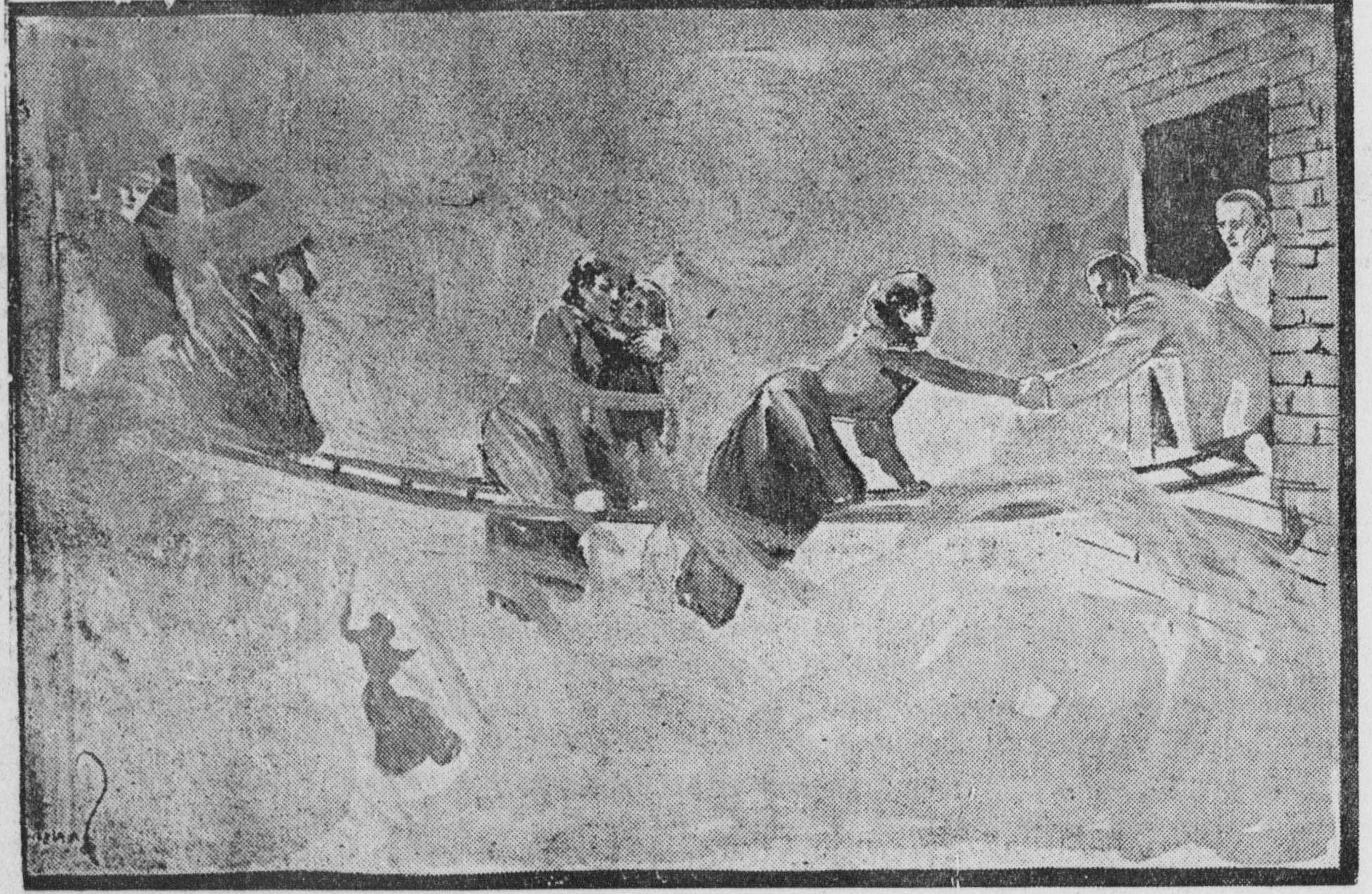
Asistentes al teatro subiendo escaleras sobre el callejón (concepción del artista)

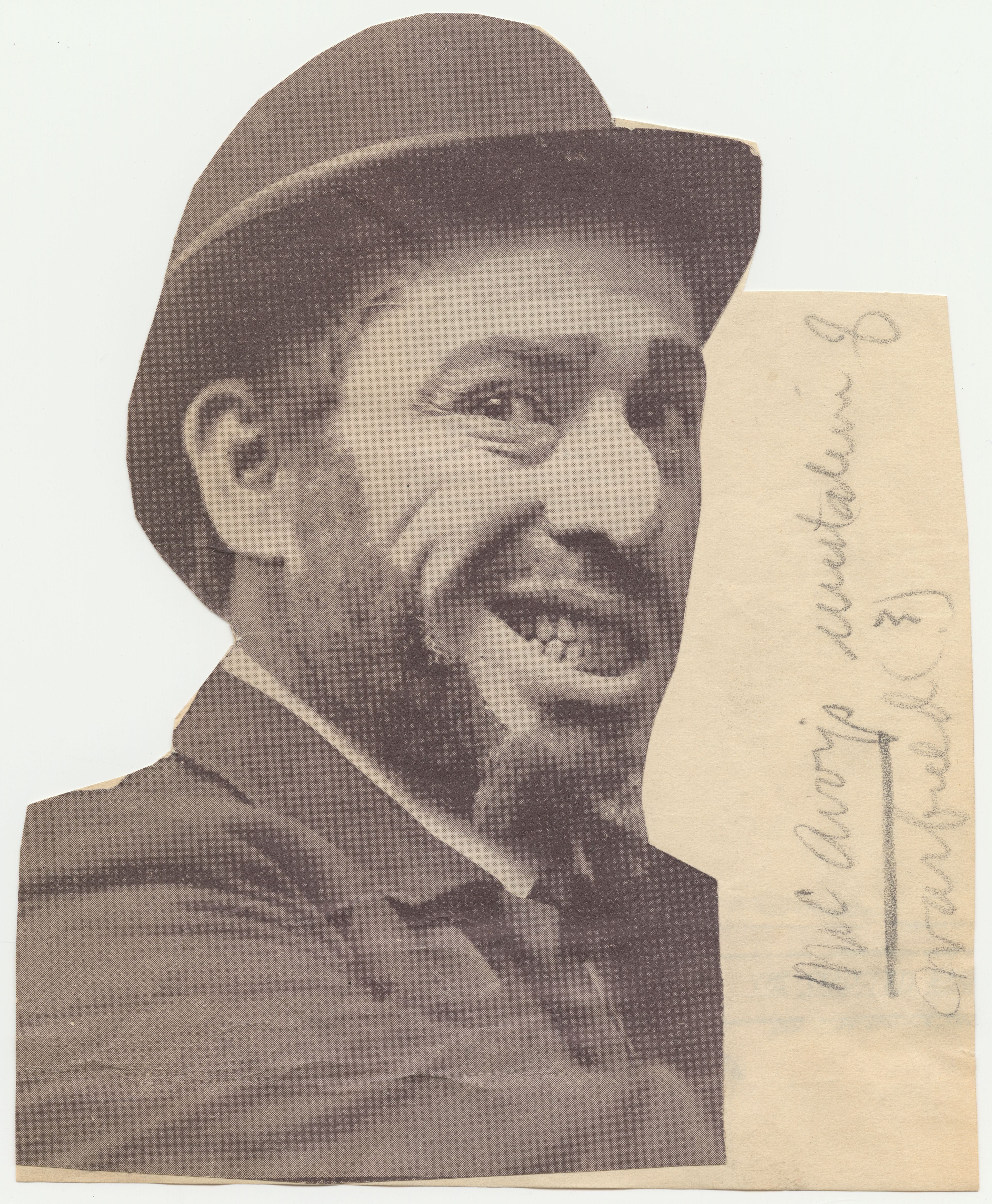
Dan McAvoy, el actor que interpretó al Sr. Barba Azul

El incendio se produjo durante una sesión de una matinée llamada “Mr Blue Beard”, con Eddie Foy y Nellie Reed, como actores de la función. Alrededor de las 15:15 de la tarde, durante el segundo intermedio, en el que un doble  octeto interpretaba “In the pale moonlight” una chispa saltó de una de las lámparas de arco  que se encontraban cerca del escenario, con la finalidad de crear una atmósfera de luz azul que representaba la luna  y prendió el telón. El encargado del telón y de las luces intentaron apagar el fuego con “Kylfire”, pero las llamas eran demasiado altas y no se logró apaciguar el fuego. Inmediatamente después se produjo una estampida en el teatro que se cobró 575 vidas, más de 100 de ellas en las escaleras. Hubo gente que murió en el callejón que da al lado del teatro al intentar escapar y caer al vacío. Otras 30 personas morirán posteriormente de las heridas durante las semanas y meses  siguientes.  La mayoría de las víctimas eran mujeres que estaban sentadas en los palcos de primera clase, cuyos largos vestidos y el hecho de que los palcos estuvieran cerrados para que los espectadores de distintas clases no pudieran colarse les dificultaron emprender la huida. Muchos murieron mientras estaban atrapados en callejones sin salida o mientras intentaban abrir ventanas que parecían ser puertas. El 80% de las muertes fueron madres con sus hijos y profesoras con sus alumnos que habían ido a ver una función Navideña con el colegio.
Los bailarines en el escenario también se vieron obligados a huir, así como los artistas detrás del escenario y en los numerosos camerinos.  Varios artistas y tramoyistas escaparon por la salida trasera principal del edificio, que consistía en un gran conjunto de puertas dobles normalmente utilizadas para mover grandes escenarios de moscas y piezas escénicas o accesorios al área detrás del escenario. Cuando se abrió la puerta, una ráfaga de viento helado entró, alimentando las llamas con aire y haciendo que el fuego creciera sustancialmente.  
Muchos artistas escaparon por la trampilla de carbón y por las ventanas de los camerinos, y otros intentaron escapar por la puerta oeste del escenario, que se abrió hacia adentro y se atascó cuando los actores presionaron frenéticamente hacia la puerta. Un agente del ferrocarril que pasaba vio a la multitud apretujándose contra la puerta y abrió las bisagras desde el exterior, permitiendo que los actores y tramoyistas escaparan. Cuando las rejillas de ventilación sobre el escenario fueron cerradas con clavos o alambres, la bola de fuego viajó hacia afuera, agachándose bajo la cortina de asbesto pegada y dirigiéndose hacia las rejillas de ventilación detrás del círculo de vestimenta y la galería 50 pies (15,2 m) lejos. Los gases calientes y las llamas pasaron sobre las cabezas de quienes estaban en los asientos de la orquesta e incineraron materiales inflamables en los niveles de la galería y del círculo de vestimenta, incluidos los clientes que aún estaban atrapados en esas áreas.
El teatro no tenía alarma contra incendios ni teléfono. La locomotora 13 del CFD fue alertada del incendio por un tramoyista al que se le había ordenado correr desde el teatro en llamas hasta la estación de bomberos más cercana.  De camino al lugar, aproximadamente a las 3:33 A las tres de la tarde, un integrante de la Unidad 13 activó una caja de alarma para llamar a unidades adicionales.  Los esfuerzos iniciales se centraron en las personas atrapadas en las escaleras de incendios. El callejón al norte del teatro, conocido como Couch Place, estaba helado, estrecho y lleno de humo. No se pudieron utilizar escaleras aéreas en el callejón y las redes negras, ocultas por el humo, resultaron inútiles. 
El Departamento de Policía de Chicago se involucró cuando un oficial que patrullaba el distrito de los teatros vio a personas salir del edificio presas del pánico, algunas con la ropa en llamas. El oficial informó del incidente desde una cabina de policía en Randolph Street, y la policía, convocada por silbatos, pronto convergió en el lugar para controlar el tráfico y ayudar con la evacuación. Algunas de las 30 policías uniformadas de la ciudad fueron convocadas debido al gran número de víctimas femeninas.  

## Víctimas

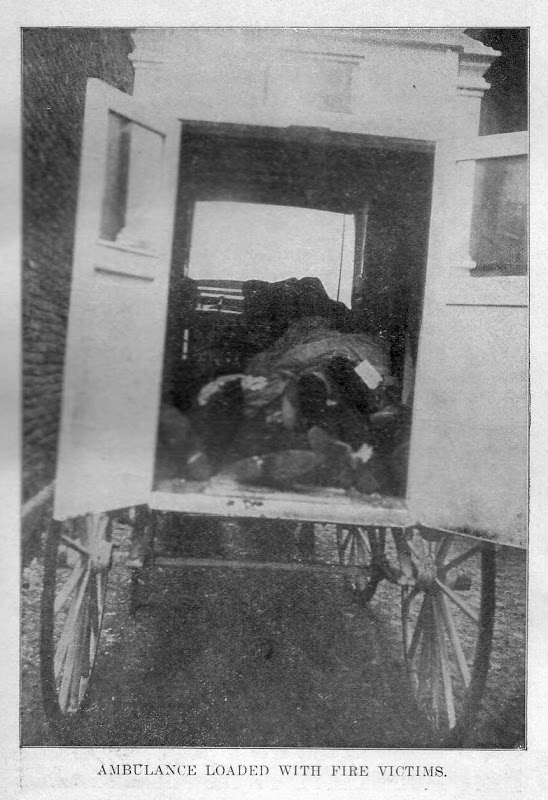
Una ambulancia tirada por caballos se llena con los cuerpos de las víctimas.

Se produjo un pánico masivo y muchos de los atrapados en el interior intentaron trepar por encima de montones de cadáveres para escapar. Los cadáveres estaban apilados a tres metros de altura alrededor de algunas de las salidas bloqueadas. Las víctimas fueron asfixiadas por el fuego, el humo y los gases o aplastadas por la avalancha de otras personas detrás de ellas. Se estima que 575 personas murieron el día del incendio y al menos 30 más murieron a causa de heridas durante las semanas siguientes. Muchos de los muertos fueron enterrados en los cementerios judíos de Montrose, Calvary, Saint Boniface, Mount Greenwood, Mount Hope, Mount Olivet, Oak Woods, Rosehill, Graceland, Forest Home y Waldheim.     
De los aproximadamente 300 actores, bailarines y tramoyistas, sólo cinco personas murieron: la trapecista Nellie Reed, un actor en un papel secundario, un acomodador y dos asistentes. El papel de Reed era volar como un hada sobre la audiencia en un tranvía, bañándolos con claveles rosas. Quedó atrapada encima del escenario mientras esperaba su entrada, y durante el incendio cayó y murió a causa de quemaduras y heridas internas tres días después. 

## Factores adicionales que reducen la supervivencia

### Proteger al público de los peligros en el escenario.
Los riesgos inherentes a los decorados y accesorios inflamables fueron reconocidos incluso en 1903. Dos características, una cortina de seguridad que limita el fuego al área del escenario y puertas cortafuegos que permiten que el humo y el calor escapen a través del techo sobre el escenario, se combinan para aumentar la seguridad contra incendios en los teatros. Este arreglo crea una presión negativa; el área del escenario se convierte en una chimenea y el aire fresco y respirable es aspirado a través de las puertas de salida hacia el área del público. En el Iroquois, las puertas de humo sobre el escenario estaban cerradas. Esto significó que el humo salió del edificio a través de muchas de las mismas salidas por las que la gente intentaba escapar.
- Se cerraron las claraboyas en el techo del escenario, que debían abrirse automáticamente en caso de incendio y permitir la salida del humo y el calor. [18]
- El telón no se probó periódicamente y se atascó cuando el personal del teatro intentó bajarlo. [19] </link>[ mejor fuente necesario ]
- La cortina no era ignífuga. Las cortinas hechas con amianto entrelazado con alambre crean una barrera fuerte y eficaz contra el fuego. La cortina de amianto en el Iroquois no sólo no logró bajar sino que resultó ser débil e inflamable. El químico Gustave J. Johnson, de la Sociedad Occidental de Ingenieros, analizó un trozo del material después del incendio: "[Era] en gran parte pulpa de madera. Al mezclar pulpa con fibra de amianto, se prolonga la vida útil de la cortina, se abarata el costo, y se puede prescindir de la base de alambre... Resulta una cortina que puede traspasar las ordenanzas de la ciudad, pero no tiene valor en caso de incendio." [20] El material de la cortina se volvió irrelevante debido a los 500 pies cuadrados. espacio triangular debajo de la cortina parcialmente atascada que funcionaba como conducto para la bola de fuego que se lanzó hacia el auditorio a las 3:50 p. m. Los testigos testificaron que la cortina todavía estaba en su lugar cuando la bola de fuego atravesó el hueco.

### Evacuación de emergencia
Los propietarios del teatro afirmaron que las 30 salidas permitirían a todos los que estaban dentro escapar del edificio en cinco minutos. En 1903, el público era consciente de los peligros de los incendios en los teatros, especialmente después de que al menos 384 personas murieran en el incendio del Ringtheater en Viena, Austria.
- Algunas puertas de salida se abrían hacia el interior del auditorio y otras empleaban un pestillo europeo de tipo basculante, desconocido para muchas personas, que impedía que la puerta se abriera cuando la multitud presionaba contra ella. Cuando las personas pudieron abrir las puertas lo suficiente para escapar, algunas personas quedaron atrapadas en la abertura de la puerta mientras la gente continuaba empujando la puerta. Hoy en día, las puertas de salida se abren hacia afuera, por lo que las personas que intentan escapar tenderán a mantener las puertas abiertas.
- No había señales de salida en las salidas de incendios y las puertas estaban ocultas detrás de cortinas. En la planta baja, las cortinas quedaron intactas después del incendio, pero en los balcones las cortinas fueron destruidas por la bola de fuego.
- El personal del teatro nunca había experimentado un simulacro de incendio . No estaban familiarizados con las salidas y algunos se negaron a abrir las puertas cerradas con llave.
- El teatro no tenía iluminación de emergencia y las luces del auditorio se habían atenuado para el acto a la luz de la luna en el escenario en el momento en que estalló el incendio. La caja de interruptores eléctricos, situada directamente entre el punto de inicio del incendio, pronto fue destruida, oscureciendo todo el auditorio, siendo la única iluminación la de las llamas en el escenario.
- Durante las funciones, algunas escaleras menos transitadas fueron bloqueadas con puertas de hierro para evitar que personas con entradas económicas ocuparan asientos en otras partes del teatro. El día del incendio no había asientos vacíos. Si dichas puertas hubieran estado ubicadas en las escaleras principales, el número de muertos habría sido mayor; Los socorristas informaron que se encontraron pocas víctimas en las puertas de hierro.
- Muchas de las rutas de salida eran confusas. [5]
- Había varias "puertas" ornamentales que parecían salidas pero no lo eran. Doscientas personas murieron en un pasillo que no era salida.
- Las escaleras de incendios de hierro en el muro norte provocaron al menos 125 muertes. La gente quedó atrapada en todos los niveles porque las escaleras estrechas y heladas eran peligrosas y porque el humo y las llamas bloqueaban el camino hacia abajo. Las escaleras de una salida de incendios de la galería del segundo piso no habían sido ajustadas para dar cabida a una alteración de ingeniería de último momento durante la construcción que elevó el nivel del piso de la galería dentro del auditorio. Como resultado, el rellano de la escalera de incendios estaba dos pies más bajo que el piso del teatro, lo que provocó que la gente tropezara y cayera al rellano.

## Secuelas

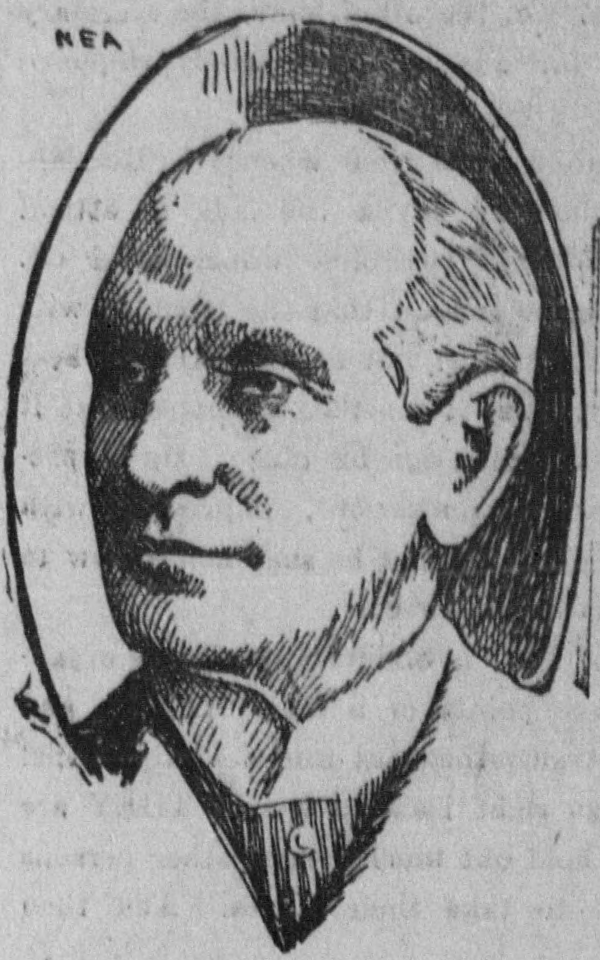
El director del teatro Will Davis fue arrestado en enero de 1904 y acusado de negligencia criminal, pero fue absuelto.

En Nueva York, en la víspera de Año Nuevo, algunos cines eliminaron el espacio para estar de pie. Posteriormente se reformaron los códigos de construcción y contra incendios; Los cines se cerraron por reformas en todo el país y en algunas ciudades de Europa. Todas las salidas del teatro debían estar claramente marcadas y las puertas configuradas de modo que, aunque no se pudieran abrir desde el exterior, sí se pudieran abrir desde el interior. 
Después del incendio, se alegó que los inspectores de bomberos habían sido sobornados con multas gratuitas para que pasaran por alto las violaciones del código.  El alcalde de Chicago , Carter Harrison Jr., ordenó el cierre de todos los cines de Chicago durante seis semanas después del incendio.  Como resultado de la indignación pública, muchos fueron acusados de delitos, incluido Harrison. La mayoría de los cargos fueron desestimados tres años después debido a las tácticas dilatorias de los abogados del sindicato y su uso de lagunas e insuficiencias en las ordenanzas de construcción y seguridad de la ciudad. Levy Mayer era el abogado del teatro y su director era Will J. Davis.
El exterior del Iroquois estaba intacto y el teatro reabrió nueve meses después como Hyde & Behman's Music Hall. Posteriormente, el edificio reabrió sus puertas como Teatro Colonial, que fue demolido en 1925 para dar paso al Teatro Oriental,  que más tarde pasó a llamarse Teatro Nederlander.

## Cobertura mediática
El periodista Walter Howey trabajaba como reportero para el periódico Inter Ocean de Chicago cuando se hizo famoso al ganar a sus competidores al informar sobre el incendio del Teatro Iroquois. 
Mientras caminaba por las calles de Chicago cerca del teatro, Howey se sorprendió al ver a un caballero y tres elfos salir de una alcantarilla. Se había topado con cuatro actores del Sr. Barba Azul que huían del incendio. A medida que más personas escapaban por el sótano del teatro a través de las alcantarillas, Howey informó su primicia; La historia, una de las más importantes de la historia de Chicago, estableció su reputación de velocidad, ingenio y habilidad en la escritura. Howey se mudó al Chicago American de William Randolph Hearst y llegó a ser editor en jefe de varios periódicos de la cadena Hearst. Más tarde fue inmortalizado como el intrigante y despiadado editor jefe Walter Burns en la obra de Ben Hecht y Charles MacArthur The Front Page
El editor asistente de la ciudad del Chicago Tribune, Edgar Sisson, se ubicó en Dyche's Drug Store en Randolph y State, cerca del Teatro Iroquois, dirigiendo a docenas de reporteros del Tribune, algunos de los cuales sacaron cuerpos del teatro. El periodista del Tribune EO Phillips perdió a tres sobrinas en el incendio. 
El Tribune imprimió una edición especial de ocho páginas que llegó a los quioscos la mañana del 31 de diciembre de 1903. Toda la portada estaba formada por listas de muertos y desaparecidos. A veinte empleados del Tribune se les había asignado la tarea de obtener fotografías de las víctimas, y el número del día siguiente (Año Nuevo de 1903) incluía muchas más fotografías de víctimas que cualquier otro periódico de Chicago. 
El Tribune creó un panel para investigar las causas del incendio y publicó los resultados en enero de 1904. 

## Las consecuencias políticas
La familia del alcalde de Chicago , Carter Harrison Jr., era propietaria del periódico Chicago Times La cobertura por parte de los periódicos de Chicago de lo que se convirtió en un escándalo político fue dura, particularmente por parte del Chicago Inter Ocean, que era propiedad del magnate de la tracción Charles Yerkes, un oponente de Harrison. 
El Chicago Eagle declaró "HARRISON TIENE LA CULPA" en un titular de dos columnas que adornaba una historia en la portada de su edición del 9 de enero de 1904, en la que las ocho columnas sobre el pliegue del periódico de ocho columnas estaban dedicadas a Harrison. presunto papel en el desastre, incluida una ilustración a dos columnas del alcalde bajo un titular "¡RECUERDA!" 
El incendio fue ampliamente cubierto por la prensa estadounidense e internacional, y la reacción del escándalo probablemente fue un factor que frustró el intento de Harrison de convertirse en el candidato a vicepresidente del Partido Demócrata en la Convención Demócrata de 1904 . La portada de la edición del 26 de enero de 1904 del Washington Evening Star presentaba una historia sobre las conclusiones del jurado forense de Chicago titulada "HARRISON ARRESTADO". 
Elegido por primera vez en 1897 y reelegido en 1899, 1901 y 1903, Harrison no se postuló para la reelección en 1905. Su intento de 1907 de regresar a la alcaldía fracasó. Sin embargo, volvió a ser elegido alcalde en 1911 (para un mandato de cuatro años), pero fue derrotado en la reelección en 1915.

## Legado

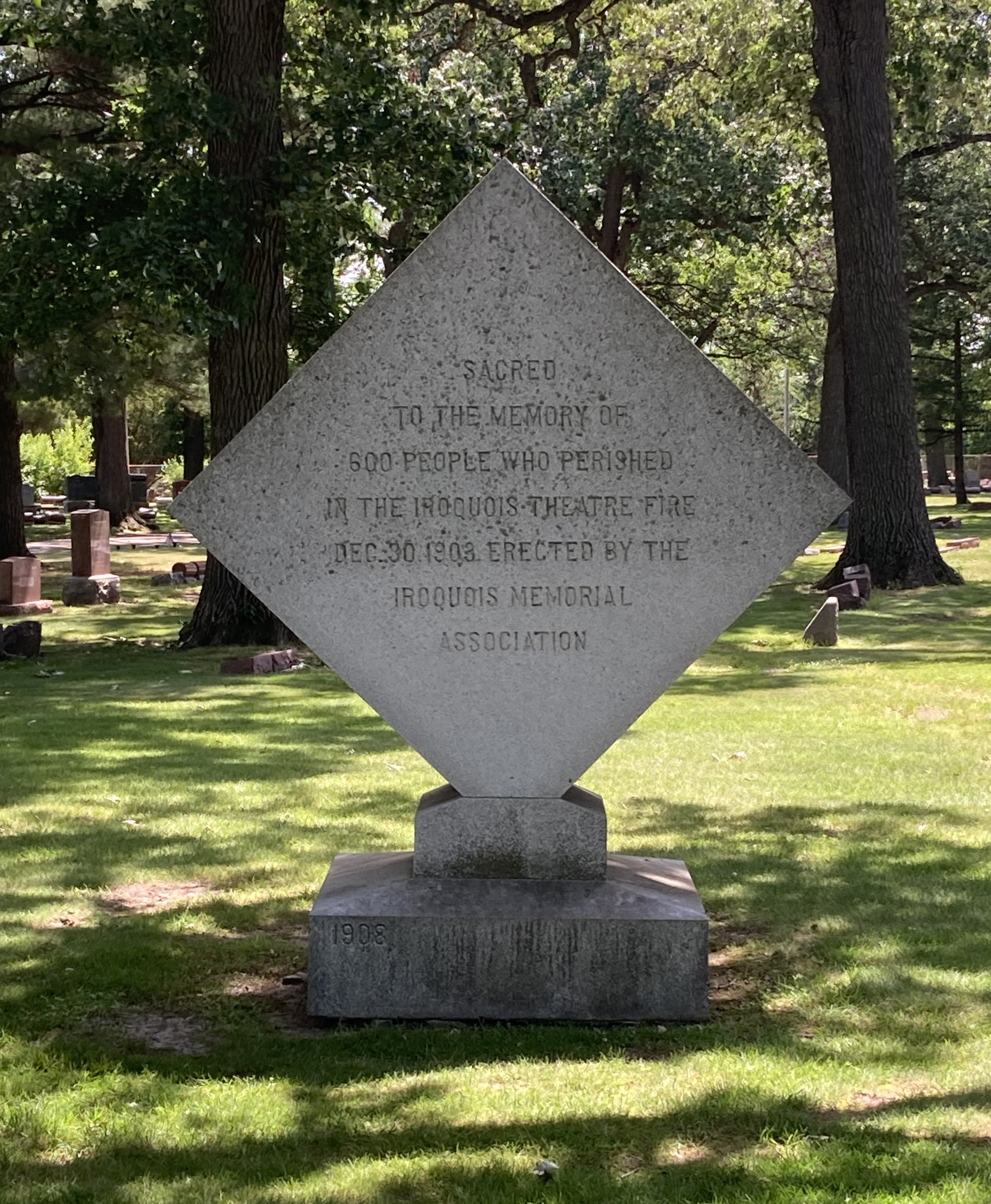
Monumento conmemorativo en el cementerio de Montrose

El Iroquois Memorial Hospital se construyó como monumento al incendio.  El hospital tenía un monumento en bajorrelieve de bronce obra del escultor Lorado Taft .  El Chicago Tribune describió el marcador el 31 de diciembre de 1911 como una representación de "la Maternidad del Mundo protegiendo a los niños del universo, el cuerpo de un niño llevado en una litera por figuras masculinas hercúleas, con una madre desconsolada inclinada sobre él". El monumento de bronce fue retirado del Hospital Iroquois cuando el edificio fue demolido en 1951. Se almacenó en el Ayuntamiento hasta que se instaló en su ubicación actual, cerca de la entrada del edificio en LaSalle Street, en 1960. El monumento se volvió a dedicar el 5 de noviembre de 2010 y el Union League Club de Chicago donó una placa descriptiva. A la inauguración asistieron miembros del Ayuntamiento de Chicago, el Union League Club y la nieta de Taft.  
Chicago celebró un servicio conmemorativo anual en el Ayuntamiento hasta que murieron los últimos supervivientes. 
Cinco años después del incendio, Andrew Kircher, fundador del cementerio de Montrose, erigió un monumento en el terreno para conmemorar la tragedia. 

### Cambios en los códigos de construcción.
El incendio de los Iroquois impulsó la implementación generalizada de la barra de pánico, inventada por primera vez en el Reino Unido tras el desastre del Victoria Hall . Los códigos de construcción ahora exigen dispositivos de salida de pánico para espacios de alta ocupación. 
Después del incendio, fue necesario levantar una cortina cortafuegos de amianto (o una pantalla de chapa metálica) antes de cada actuación y bajarla después para separar al público del escenario.
Otro resultado fue que todas las puertas de los edificios públicos debían abrirse en la dirección de salida, pero esa práctica no se volvió nacional hasta el incendio de la escuela Collinwood de 1908.  </link>